# Greatest Hits (George Strait)
Greatest Hits è la prima compilation del cantante di musica country statunitense George Strait, pubblicata nel 1985.

## Tracce
1. Unwound – 2:24 (Dean Dillon, Frank Dycus)
2. Down and Out – 2:23 (Dillon, Dycus)
3. If You're Thinking You Want a Stranger (There's One Coming Home) – 2:55 (Blake Mevis, David Wills)
4. Fool Hearted Memory – 2:27 (Mevis, Byron Hill)
5. Marina del Rey – 3:00 (Dillon, Dycus)
6. Amarillo by Morning – 2:52 (Paul Fraser, Terry Stafford)
7. A Fire I Can't Put Out – 2:55 (Darrell Staedtler)
8. You Look So Good in Love – 3:10 (Glen Ballard, Rory Michael Bourke, Kerry Chater)
9. Right or Wrong – 1:58 (Paul Biese, Haven Gillespie, Arthur Sizemore)
10. Let's Fall to Pieces Together – 2:58 (Dickey Lee, Tommy Rocco, Johnny Russell)